# Galy Records
Galy Records est un label discographique canadien de heavy metal, basé à Verdun, Montréal, au Québec.

## Histoire
Le label est formé en 2002 et basé à Verdun, Montréal, au Québec,. Plusieurs genres s'y retrouvent : du death metal, du grindcore, du deathcore, du hardcore, du metalcore et du black metal. La plupart des groupes signés sont canadiens et québécois, comme Dead Brain Cells. On retrouve de gros noms tels que Anonymus, Cryptopsy, Ghoulunatics et Neuraxis. Il a aussi une affiliation avec le grand groupe de death/grind Misery Index.
Galy Records est l'un des seuls labels de metal canadien[réf. nécessaire].